# Brockhampton
Brockhampton fue una boyband, proveniente de San Marcos, Texas y actualmente establecida en California. Dirigidos por Kevin Abstract, Brockhampton formó parte del foro en línea "KanyeToThe", y se autodenominaron una boy band. El grupo consta de vocalistas como Kevin Abstract, Matt Champion, Merlyn Wood y Dom McLennon; vocalistas/productores como Joba y Bearface; productores como Romil Hemnani, Jabari Manwa y Kiko Merley; su diseñador gráfico Henock "HK" Sileshi; su fotógrafo Ashlan Grey; diseñador web Roberto Ontenient y el mánager Jon Nunes.
El grupo lanzó su primera mixtape All-American Trash en 2016. Lanzaron la trilogía Saturation en 2017, con Saturation I siendo lanzado el 9 de junio, Saturation II el 25 de agosto y, por último, Saturation III el 15 de diciembre. El 30 de marzo de 2018, Brockhampton anuncia que han firmado con la discográfica RCA Records. Iridescence se lanzó el 21 de septiembre de 2018, siendo este el primer álbum en la trilogía de "The Best Years of Our Lives". El 23 de agosto de 2019 se lanzó su quinto álbum de estudio, Ginger. El 25 de marzo de 2021 la banda lanza junto con Danny Brown su primera canción desde 2019, "Buzzcut" como primer sencillo de su nuevo disco: Roadrunner: New Light, New Machine. El 13 de abril se lanza el video del sencillo "Count On Me" con los artistas Dominic Fike y Lil Nas X como protagonistas.

## Miembros

### Miembros
- Kevin Abstract – vocalista, productor, director de video, director creativo (2015–2022)[7]
- Matt Champion – vocalista (2015–2022)
- Merlyn Wood – vocalista (2015–2022)
- Dom McLennon – vocalista, productor (2015–2022)
- Joba – vocalista, productor, mezclador (2015–2022), masterizador (2015–17)
- Bearface – vocalista, guitarrista, productor (2015–2022)
- Romil Hemnani – productor, ingeniero de grabación, DJ (2015–2022)
- Q3 – productores (2015–presente)
  - Jabari Manwa
  - Kiko Merley
- Henock "HK" Sileshi – director creativo, diseñador gráfico (2015–2022)
- Ashlan Grey – fotógrafo (2016–2022)
- Robert "Roberto" Ontenient – diseñador web (2015–2022), skit vocals (2017)
- Jon Nunes – administrador (2015–2022)
- Manuel Perez - Owner of the pocilga's

### Miembros pasados
- Ameer Vann - vocalista (2015–18)
- Rodney Tenor – vocalista (2015–16)[8]
- Albert Gordon – productor (2015–16)

## Discografía
- All-American Trash (2016)
- Saturation (2017)
- Saturation II (2017)
- Saturation III (2017)
- Iridescence (2018)
- Ginger (2019)
- Roadrunner: New Light, New Machine (2021)
- The Family (2022)
- TM (2022)